# Società madre
Una società madre (in lingua inglese parent company),  nella finanza aziendale, indica una società che possiede azioni o quote di un'altra società in quantità sufficiente per esercitare un'influenza dominante sull'amministrazione. Tale società, le cui azioni o quote sono possedute da una società madre, è detta "società controllata". Se più società controllate hanno la stessa società madre, tale società madre è anche detta "holding capogruppo".